# Gare de Tonnerre
Pour les articles homonymes, voir Tonnerre (homonymie).
La gare de Tonnerre est une gare ferroviaire française de la ligne de Paris-Lyon à Marseille-Saint-Charles, située sur le territoire de la commune de Tonnerre, dans le département de l'Yonne, en région Bourgogne-Franche-Comté.
Elle est mise en service en 1849 par l'État avant sa reprise en 1852 par la Compagnie du chemin de fer de Paris à Lyon (PL), puis elle devient en 1857 une gare de la Compagnie des chemins de fer de Paris à Lyon et à la Méditerranée (PLM). C'est depuis 1938 une gare de la Société nationale des chemins de fer français (SNCF).
C'est devenue une gare régionale SNCF du réseau TER Bourgogne-Franche-Comté.

## Situation ferroviaire
Établie à 140 m d'altitude, la gare de Tonnerre est située au point kilométrique (PK) 196,220 de la ligne de Paris-Lyon à Marseille-Saint-Charles, entre les gares ouvertes de Saint-Florentin - Vergigny et de Nuits-sous-Ravières.

## Histoire
L'implantation d'une station à Tonnerre est prévue par la première Compagnie du chemin de fer de Paris à Lyon (PL). La conception de son bâtiment voyageurs, du « type corps central à trois travées avec un étage et combles encadré par des ailes à simple rez-de-chaussée », est l'œuvre de François-Alexis Cendrier, l'architecte de la compagnie.
La gare de Tonnerre est mise en service le 12 août 1849 par l'État qui s'est substitué à la compagnie après sa mise sous séquestre, lors de l'ouverture à l'exploitation de l'ensemble de la section de Paris à Tonnerre. Elle rentre dans le giron de la nouvelle Compagnie du chemin de fer de Paris à Lyon en 1852, puis devient en 1857 une gare de la Compagnie du chemin de fer Paris-Lyon-Méditerranée (PLM).
La gare figure dans la nomenclature 1911 des gares, stations et haltes, de la Compagnie des chemins de fer de Paris à Lyon et à la Méditerranée (PLM). Elle porte le no 27 de la ligne de Paris à Marseille et à Vintimille. C'est une gare, pouvant recevoir et expédier des dépêches privées, qui dispose des services complets, de la grande vitesse (GV) et de la petite vitesse (PV).

## Fréquentation
De 2015 à 2020, selon les estimations de la SNCF, la fréquentation annuelle de la gare s'élève aux nombres indiqués dans le tableau ci-dessous.
| Année                      | 2015    | 2016    | 2017    | 2018    | 2019    | 2020    | 2021    | 2022    |
| -------------------------- | ------- | ------- | ------- | ------- | ------- | ------- | ------- | ------- |
| Voyageurs                  | 137 717 | 128 762 | 137 259 | 127 065 | 134 669 | 85 735  | 106 308 | 144 629 |
| Voyageurs et non voyageurs | 172 146 | 160 953 | 171 573 | 158 832 | 168 337 | 107 169 | 132 885 | 180 786 |

## Service des voyageurs

### Accueil
Gare de la SNCF, elle dispose d'un bâtiment voyageurs ouvert tous les jours, avec un guichet (ouvert du lundi au vendredi de 9 h à 11 h 45 et de 13 h à 17 h 30, fermé le week-end et les jours fériés). Elle également équipée d'automates pour l'achat de titres de transport.

### Desserte
Tonnerre est une gare régionale SNCF du réseau TER Bourgogne-Franche-Comté, desservie par des trains express régionaux des relations Paris-Bercy - Dijon-Ville et Auxerre-Saint-Gervais (ou Laroche - Migennes) - Dijon-Ville.

### Intermodalité
Un parc pour les vélos et un parking sont aménagés à ses abords. Des arrêts permettent la desserte des cars du réseau Trans Yonne faisant partie des bus Mobigo. Les lignes desservant la gare sont les lignes L804 direction Auxerre et L807 direction Avallon. La gare est aussi desservie par les bus urbains de la ville de Tonnerre. Un service de taxis à la demande est aussi proposé par Mobigo pour certaines villes alentour.